# FC Assent
FC Assent was een kort bestaande Belgische voetbalclub uit Assent. De club was aangesloten bij de KBVB met stamnummer 8091. De clubkleuren waren rood-wit.

## Geschiedenis
FC Assent werd pas laat opgericht. De club werd in 1974 uit de grond gestampt door zakenman Marcel Theunis en ging van start in de onderste provinciale reeksen. De club klom in een mum van tijd op, want reeds in 1980 had men de nationale reeksen bereikt. In die Vierde Klasse werd men meteen weer tweede. In Derde Klasse kwam door de fusie van AS Oostende en VG Oostende een extra plaats vrij, Assent promoveerde en stootte zo na één seizoen verder door. Ook in Derde Klasse groeide de ploeg verder. In 1985 werd men al tweede in de reeks, het jaar nadien won Assent zijn reeks. In 1986 kon de ploeg zo aantreden in de tweede nationale afdeling, nauwelijks 12 jaar na het ontstaan van de club.
FC Assent bleef ook in Tweede Klasse goede resultaten neerzetten. De club werd vijfde en veroverde meteen een plaats in de eindronde. Assent eindigde daar derde en kon zo niet verder stunten en promotie naar de hoogste klasse afdwingen. Ex-international en drievoudige Gouden Schoen Wilfried Van Moer was trainer. Het jaar nadien liep het minder voor de ploeg; men eindigde op twee na laatste, net boven de degradatieplaatsen. Hoewel de gecreëerde club sportief in korte tijd een enorme opgang had gemaakt, bleef het grote publiek uit. Aangezien er ook problemen waren met de inplanting van het stadionnetje (dat letterlijk in de tuin van voorzitter Theunis stond), besloot men uiteindelijk tot een samenwerking met het nabijgelegen KFC Diest. FC Assent hield na nauwelijks 14 jaar op te bestaan in die fusie en stamnummer 8091 werd geschrapt. De nieuwe fusieclub KTH Diest speelde met stamnummer 41 van KFC Diest verder in het Diestse Warandestadion.

## Resultaten
| Seizoen | Klasse | Klasse | Klasse | Klasse | Klasse | Klasse | Klasse | Klasse | Klasse | Reeks              | Punten | Opmerkingen                                                          | Beker van België |  |
|         | I      | I      | II     | III    | IV     | P.I    | P.II   | P.III  | P.IV   |                    |        |                                                                      |                  |  |
| ------- | ------ | ------ | ------ | ------ | ------ | ------ | ------ | ------ | ------ | ------------------ | ------ | -------------------------------------------------------------------- | ---------------- |  |
| 1974/75 |        |        |        |        |        |        |        |        | 6      | Vierde Prov. Brab. | 30     |                                                                      |                  |  |
| 1975/76 |        |        |        |        |        |        |        |        | 1      | Vierde Prov. Brab. | 53     |                                                                      |                  |  |
| 1976/77 |        |        |        |        |        |        |        | 1      |        | Derde Prov. Brab.  | 60     |                                                                      |                  |  |
| 1977/78 |        |        |        |        |        |        | 2      |        |        | Tweede Prov. Brab. | 43     |                                                                      |                  |  |
| 1978/79 |        |        |        |        |        |        | 1      |        |        | Tweede Prov. Brab. | 52     |                                                                      | R3               |  |
| 1979/80 |        |        |        |        |        | 1      |        |        |        | Eerste Prov. Brab. | 52     |                                                                      | R2               |  |
| 1980/81 |        |        |        |        | 2      |        |        |        |        | Vierde Klasse D    | 42     |                                                                      | R3               |  |
| 1981/82 |        |        |        | 12     |        |        |        |        |        | Derde Klasse B     | 27     |                                                                      | R5               |  |
| 1982/83 |        |        |        | 7      |        |        |        |        |        | Derde Klasse B     | 30     |                                                                      | R5               |  |
| 1983/84 |        |        |        | 5      |        |        |        |        |        | Derde Klasse B     | 32     |                                                                      | R4               |  |
| 1984/85 |        |        |        | 2      |        |        |        |        |        | Derde Klasse B     | 40     |                                                                      | R5               |  |
| 1985/86 |        |        |        | 1      |        |        |        |        |        | Derde Klasse B     | 43     |                                                                      | R5               |  |
| 1986/87 |        |        | 5      |        |        |        |        |        |        | Tweede Klasse      | 33     | Derde in eindronde met KFC Winterslag, KSK Tongeren en KRC Harelbeke | R5               |  |
| 1987/88 |        |        | 14     |        |        |        |        |        |        | Tweede Klasse      | 27     |                                                                      | 1/16             |  |

## Bekende ex-spelers
- Willy Geurts
- Eric van der Luer
- Bert van Marwijk
- Ronny Jacobs - Lokale wijkagent